# Скиннер, Алф
Альфред Скиннер (англ. Alfred Skinner; 1896, Торонто — 23 апреля 1961) — канадский хоккеист. Обладатель Кубка Стэнли 1918 года. Играл на позиции нападающего.

## Карьера
Скиннер начал спортивную карьеру в различных командах Торонто: в Национальной хоккейной ассоциации он впервые выступил в 1914 году в составе команды Toronto Shamrocks известной позднее как Toronto Blueshirts. В 1917 году команда прекратила выступать и Скиннеру пришлось доигрывать сезон в Монреале. С созданием Национальной хоккейной лиги в 1917 году Скиннер вернулся в Торонто, и превёл сезон в составе выигравшей кубок Стэнли команды, начиная со следующего года известной как Toronto Arenas. Сам Скиннер забил восемь шайб в пяти матчах.
В 1919 году Скиннер переехал в Ванкувер. Сезон 1920—21 стал для него наиболее успешным: он забил двадцать шайб в двадцати четырёх матчах. В 1924 году он играл в Бостоне, а затем снова в Монреале, однако сезон был неуспешным: ему удалось забить всего одну шайбу в двадцати семи играх. На следующий год он провёл семь игр за Pittsburgh Pirates, после чего закончил выступления в Национальной хоккейной лиге.
Вплоть до 1930 года Скиннер выступал и тренировал хоккейные команды, не входящие в НХЛ.
После окончания спортивной карьеры Альфред Скиннер стал служащим муниципалитета Торонто. Он скончался в возрасте 65 лет и похоронен в Торонто.